# Dicranomyia (Dicranomyia) grishma
Dicranomyia (Dicranomyia) grishma is een tweevleugelige uit de familie steltmuggen (Limoniidae). De soort komt voor in het Oriëntaals gebied.